# Быки (Костромская область)
Быки — деревня в Степановском сельском поселении Галичского района Костромской области России.

## География
Деревня расположена на северо-восточном берегу Галичского озера.

## История
Согласно Спискам населенных мест Российской империи в 1872 году деревня Быки (Подол) относилась к 1 стану Галичского уезда Костромской губернии. В ней числилось 33 двора, проживало 78 мужчин и 119 женщин.
Согласно переписи населения 1897 года в деревне проживало 248 человек (93 мужчины и 155 женщин).
Согласно Списку населенных мест Костромской губернии в 1907 году деревня относилась к Вознесенской волости Галичского уезда Костромской губернии. По сведениям волостного правления за 1907 год в ней числился 51 крестьянский двор и 243 жителя. В деревне имелась слесарная мастерская. Основными занятиями жителей деревни, помимо земледелия, был малярный и плотницкий промыслы, сельскохозяйственные работы.
До муниципальной реформы 2010 года деревня входила в состав Толтуновского сельского поселения.

## Население
| 2008 | 2010 | 2012 | 2014 |
| ---- | ---- | ---- | ---- |
| 21   | ↘17  | ↗18  | ↗21  |